# Theodor von Haupt
Markus Theodor von Haupt (* 2. Februar 1782 in Mainz; † 12. Juni 1832 in Paris) war ein deutscher Jurist und Schriftsteller.

## Leben
Theodor von Haupt wurde 1782 als Sohn eines kurmainzischen Hofkammerrats († 1822) geboren. Nach der ersten Schulbildung auf dem protestantischen Gymnasium zu Grünstadt begann er an der Universität Aschaffenburg das Studium der Jurisprudenz. 1802 wurde er Amtspraktikant in Aschaffenburg und 1805 gräflicher Amtsadvokat in Michelstadt, später in Erbach.
1808 nahm er eine Stelle als Hofgerichtsadvokat in Darmstadt an. Hier wirkte er nicht nur als Mitarbeiter beim Tübinger Morgenblatt, sondern trat auch erstmals literarisch in Erscheinung („Blüthen aus Italien“, 1808). Für seine Übersetzung von „Le vegli de Tasso“ („Tasso’s Nächte“, 1809) von Giuseppe Compagnoni (1754–1833) erhielt er von Karl Theodor von Dalberg die große goldene Verdienstmedaille. Durch eine unglückliche Liaison mit der Schauspielerin und Pantomimin Henriette Hendel-Schütz wandte er sich von Darmstadt ab und zog 1810 über die Niederlande nach Hamburg, um dort als Schriftsteller und Advokat zu arbeiten.
In Hamburg hielt er Vorlesungen über das französische Handelsrecht (Code de Commerce), verfasste zahlreiche Übersetzungen und Kommentare über französische Rechts- und Staatsinstitutionen und vertrat hamburgische und bremische Angeklagte vor dem Cour Prévôtale (Sondergericht für Zollvergehen im Rahmen der Kontinentalsperre). Während der kurzen Freiheit Hamburgs im Frühjahr 1813 durch Friedrich Karl von Tettenborn war er Bürgergardist im Hamburger Bürgermilitär. Jedoch musste er nach der Rückkehr von Louis-Nicolas Davout nach Lauenburg flüchten. Hier schloss er sich der Nordarmee an und brachte es als Verbindungsoffizier zum Assistenten des englischen Generalkommissars. Im April 1814 zog er zusammen mit Jean-Baptiste Jules Bernadotte in das von den Alliierten besetzte Paris ein.
Nach dem Friedensschluss trat er in den preußischen Justizdienst als Kreis- und Instruktionsrichter zu Düsseldorf, versuchte 1819 die Tageszeitung Rheinischer Beobachter als Nachfolgeblatt des Niederrheinischen Beobachters zu etablieren, wurde 1820 Oberlandesgerichtsrat in Trier und zog sich 1827 ins Privatleben in seiner Heimatstadt Mainz zurück. Seine 1820 veröffentlichte Schrift Jacobe, Herzogin von Jülich, geborne Markgräfin von Baden, deren Gebeine unter seiner Leitung von der Düsseldorfer Kreuzherrenkirche nach St. Lambertus übertragen wurden, trug ihm Verdienstmedaillen des Königs von Bayern und des Großherzogs von Baden ein. Nach der Julirevolution von 1830 ging er über Straßburg wieder nach Paris. Am 12. Juni 1832 nahm er sich dort durch eine Schusswaffe das Leben.

## Werke (Auswahl)
- Tasso’s Nächte, 1809
- Hamburg und der Marschall Davoust, 1814
- Vier Gesänge, [1814] (Digitalisat)
- Aehrenlese aus der Vorzeit, 1816
- Jacobe, Herzogin zu Jülich, geborne Markgräfin von Baden, 1820 (Digitalisat)
- Epheukränze, 1821
- Mechtilde, 1821